# Pierrefort
Pierrefort es una localidad y comuna francesa, situada en el departamento del Cantal y de la región Auvernia.

## Geografía
Pierrefort está situado entre 600 m y 1400 m de altitud, en la parte meridional del departamento.
Pertenece a la zona del Carladèz. A 15 kilómetros, se encuentra el departamento vecino de Aveyron.

## Demografía
| 1067 | 1090 | 1131 | 1091 | 1017 | 1002 |
| Para los censos de 1962 a 1999 la población legal corresponde a la población sin duplicidades (Fuente: INSEE [Consultar]) |      |      |      |      |      |

## Clima
Clima de montaña. La nieve cae a menudo en invierno. Durante el periodo estival, puede ser muy caluroso. Pierrefort se beneficia de un buen nivel de horas de sol anuales : 2.000 h aproximadamente.

## Administración
Desde marzo de 2001, el alcalde de Pierrefort es Louis Galtier.

## Economía
- Agricultura y ganadería (bovinos esencialmente)
- Artesanía muy presente : Carpintería, renovación de viviendas, servicios de creación y mantenimiento de espacios verdes...
- Turismo familiar, estival e invernal.

## Lugares y monumentos
La iglesia de Pierrefort 
El cementerio de Pierrefort 
El museo de los oficios olvidados

## Personalidades
Jean Todt, responsable de la escudería Ferrari en Fórmula 1, ha nacido en Pierrefort.